# Omri Casspi
Pour les articles homonymes, voir Casspi.
Omri Casspi (en hébreu : עמרי כספי), né le 22 juin 1988 à Holon en Israël, est un joueur israélien de basket-ball. Il joue aux postes d'ailier et d'ailier fort.
Il est drafté en 23e position de la draft 2009 de la NBA, par les Kings de Sacramento, faisant de lui le premier joueur israélien de l'histoire à être sélectionné au premier tour, et le premier Israélien à jouer en NBA. Il passe en tout 10 saisons dans la ligue américaine, avant de retourner jouer en Israël, où il a commencé sa carrière. Il annonce sa retraite sportive en juillet 2021.

## Biographie
Omri Casspi est né à Holon mais élevé à Yavné.

### Débuts professionnels
Ayant joué les équipes jeunes de Maccabi Tel-Aviv, Casspi fait ses débuts professionnels à l’âge de 17 ans avec l'équipe sénior au cours de la saison 2005-2006. Dans sa première saison en tant que joueur professionnel, il obtient des moyennes de 4,2 points et 2,1 rebonds en 9,4 minutes par match. En 2006, il est prêté à l'Hapoël Galil Elyon pour la saison 2006-2007, ce qui donne lieu à une saison marquante. Il obtient en moyenne 11,1 points et 3,1 rebonds sur 28 matchs. En avril 2007, il inscrit 14 points pour l’équipe World Select au Nike Hoop Summit de Memphis. Après un début de carrière prometteur en Israël, il se fait remarquer aux États-Unis en marquant trois paniers sur trois, dont l'un à trois points, lors des 10 minutes qu'il passe sur le terrain lors de la rencontre opposant les Knicks de New York au Maccabi Tel-Aviv le 11 octobre 2007, match de charité disputé au Madison Square Garden.
Casspi retourne au Maccabi pour la saison 2007-2008. L’équipe atteint le Final Four de l'Euroligue en 2008. Il reçoit le prix du sixième homme de l’année du championnat israélien en 2008, avec des moyennes de 10,4 points et 4 rebonds par match. En 2008, Omri Casspi se déclare éligible pour la draft 2008 de la NBA, mais il se retire avant la date limite de déclaration après avoir échoué dans ses négociations d'obtenir un premier tour garanti de la part d'une franchise.
Le 18 février 2009, Casspi termine à la 4e place du « FIBA Europe Young Men's Player of the Year Award », trophée récompensant le meilleur espoir européen de l'année 2008, derrière Ricky Rubio, Danilo Gallinari et Kosta Koufos. Sur sa dernière saison, au cours de 27 matchs de ligue, Casspi obtient en moyenne 12,8 points, 4,8 rebonds et 1,8 passe décisive.

### Kings de Sacramento (2009-2011)
Lors de la draft 2009 de la NBA, il est choisi en 23e position par les Kings de Sacramento, devenant ainsi le premier joueur israélien sélectionné au premier tour. Le 10 juillet 2009, il signe un contrat pluriannuel avec les Kings.
Le 28 octobre 2009, Casspi fait ses débuts en NBA pour les Kings contre le Thunder d'Oklahoma City, marquant 15 points. Le 16 décembre 2009, Casspi obtient sa première titularisation dans un match NBA, en inscrivant 22 points contre les Wizards de Washington.
En février 2010, Casspi est choisi pour participer au NBA All-Star Weekend Rookie Challenge lors du NBA All-Star Game 2010.
Lors de la saison 2010-2011, Casspi dispute 71 matchs pour Sacramento, dont 27 en tant que titulaire. Il inscrit en moyenne 8,6 points et obtient en moyenne 4,3 rebonds et 1,0 passe décisive en 24,1 minutes par match. Au cours de ses deux saisons pour Sacramento, il affiche des moyennes de 9,5 points, 4,4 rebonds et 1,1 passe en 24,6 minutes par match.

### Cavaliers de Cleveland (2011-2013)
Le 30 juin 2011, Omri Casspi est échangé contre J. J. Hickson et part jouer aux Cavaliers de Cleveland.

### Rockets de Houston (2013-2014)
Il rejoint ensuite les Rockets de Houston en juillet 2013 pour un contrat de deux ans. Le 1er novembre 2013, pour la première fois, deux Israéliens s'affrontent lors d'un match NBA, alors que les Rockets jouaient contre Gal Mekel et les Mavericks de Dallas. Tous les deux étaient coéquipiers des équipes israéliennes des moins de 16 ans, des moins de 18 ans et des moins de 20 ans, ainsi de l’équipe junior de Maccabi Tel-Aviv.
Casspi est envoyé aux Pelicans de La Nouvelle-Orléans avec Ömer Aşık à l'été 2014 mais est licencié par les Pelicans.

### Retour à Sacramento (2014-2017)
Il retrouve une place dans l'effectif des Kings en novembre 2014. Le 7 avril 2015, il inscrit 31 points, un nouveau record en carrière dans une victoire contre les Timberwolves du Minnesota.
Le 5 juillet 2015, il prolonge son contrat avec les Kings de deux ans et six millions de dollars. Le 28 décembre 2015, il marque 36 points, son record en carrière, dans une défaite contre les Warriors de Golden State. Il égale le record de franchise de Mike Bibby avec neuf paniers à trois points inscrits.

### Pelicans de La Nouvelle-Orléans (2017)
Le 20 février 2017, Omri Casspi est envoyé, avec DeMarcus Cousins, aux Pelicans de La Nouvelle-Orléans contre Buddy Hield, Tyreke Evans, Langston Galloway, un premier et un second tour de draft 2017,,.
Il fait ses débuts avec les Pelicans le 23 février 2017 contre les Rockets de Houston. Durant cette rencontre, il se fracture le pouce droit et doit manquer quatre à six semaines de compétition. Les Pelicans décident de s'en séparer.

### Timberwolves du Minnesota (2017)
Il signe un contrat pour passer le reste de la saison régulière avec la franchise des Timberwolves du Minnesota, où il joue un total de 13 matchs.

### Warriors de Golden State (2017-2018)
En juillet 2017, Casspi signe un contrat d'un an avec les champions en titre, les Warriors de Golden State. Peu concluant pendant la saison, Casspi est remercié à la fin de la saison régulière pour permettre aux Warriors de signer Quinn Cook.
Sans Casspi, les Warriors remportent le titre NBA en 2018. Par la suite, Casspi reçoit tout de même une bague de champion des Warriors pour sa contribution au cours de la saison 2017-2018.

### Grizzlies de Memphis (2018-2019)
En juillet 2018, Casspi signe un contrat d'un an avec les Grizzlies de Memphis. Entrant dans la saison 2018-2019, Casspi n'a pas encore participé aux playoffs NBA, faisant de lui le joueur actif plus expérimenté de la NBA à n’avoir jamais joué dans un match de playoffs, le classant au cinquième rang dans l’histoire de la ligue. Le 1er février 2019, Casspi subit une déchirure du ménisque du genou droit et une intervention chirurgicale est nécessaire en conséquence.
Le 7 février 2019, il est coupé par les Grizzlies de Memphis.

### Maccabi Tel-Aviv (2019-2021)
Le 14 juillet 2019, il revient en Israël et signe pour trois saisons avec le Maccabi Tel-Aviv.
Casspi annonce sa retraite sportive en juillet 2021.

## Clubs successifs

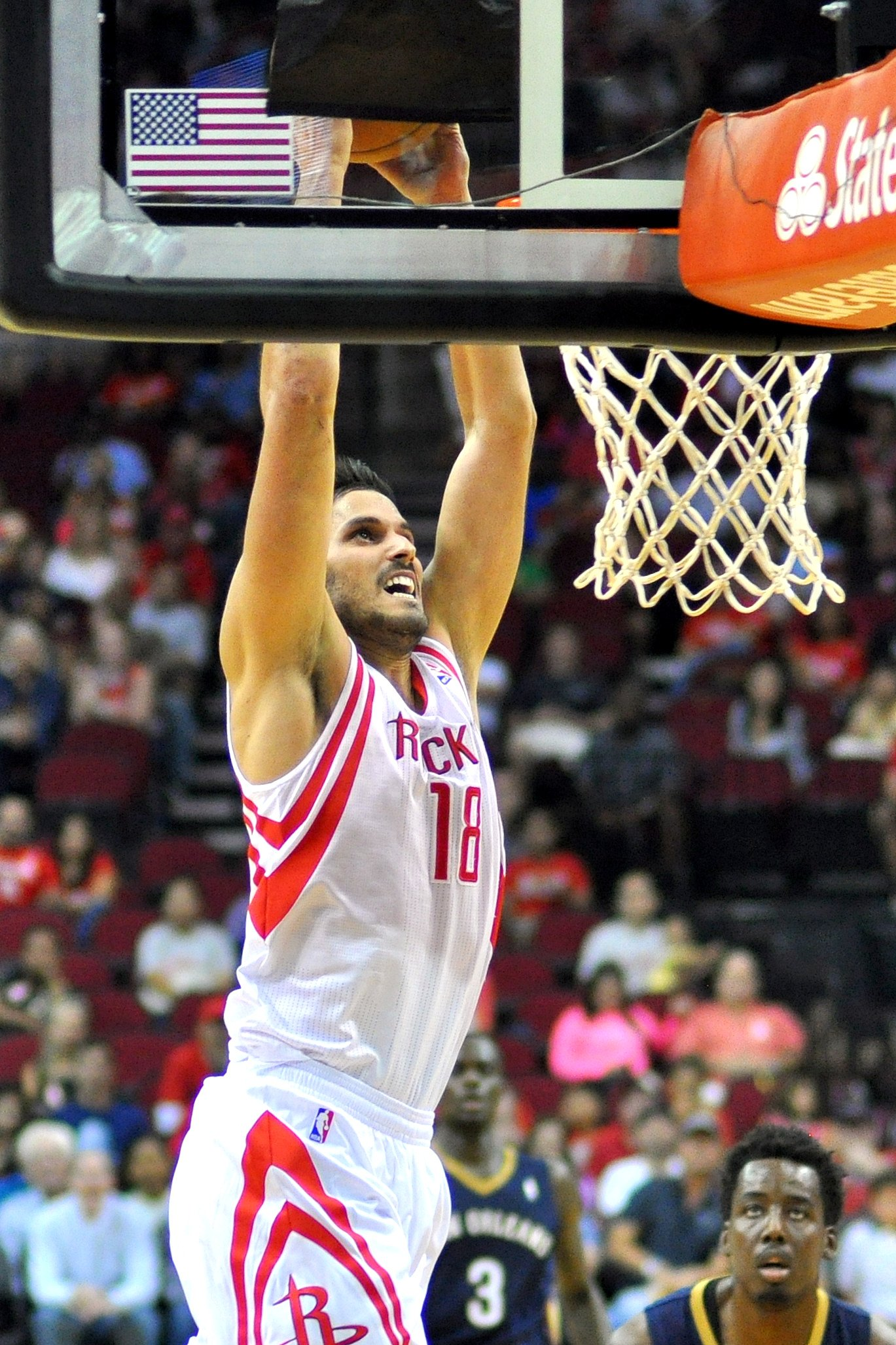
Omri Casspi en octobre 2013.

- 2005-2006 :  Maccabi Tel-Aviv (Ligat HaAl)
- 2006-2007 :  Hapoël Galil Elyon (Ligat HaAl)
- 2007-2009 :  Maccabi Tel-Aviv (Ligat HaAl)
- 2009-2011 :  Kings de Sacramento (NBA)
- 2011-2013 :  Cavaliers de Cleveland (NBA)
- 2013-2014 :  Rockets de Houston (NBA)
- 2014-2016 :  Kings de Sacramento (NBA)
- 2016-2017 :
  -  Kings de Sacramento (NBA)
  -  Pelicans de La Nouvelle-Orléans (NBA)
  -  Timberwolves du Minnesota (NBA)
- 2017-2018 :  Warriors de Golden State (NBA)
- 2018-2019 :  Grizzlies de Memphis (NBA)
- 2019-2021 :  Maccabi Tel-Aviv (Ligat HaAl)

## Palmarès
- Champion avec les warriors de Golden State en 2018
- 4x Champion d'Israël en 2006, 2009, 2020 et 2021.
- 2x Coupe d'Israël en 2006 et 2021.
- Sixième homme de l'année du championnat d'Israël en 2008.

## Statistiques en NBA
| Saison    | Équipe           | Matchs | Titul. | Min./m | % Tir | % 3pts | % LF | Rbds/m. | Pass/m. | Int/m. | Ctr/m. | Pts/m. |
| --------- | ---------------- | ------ | ------ | ------ | ----- | ------ | ---- | ------- | ------- | ------ | ------ | ------ |
| 2009-2010 | Sacramento       | 77     | 31     | 25,1   | 44,6  | 36,9   | 67,2 | 4,53    | 1,23    | 0,70   | 0,22   | 10,29  |
| 2010-2011 | Sacramento       | 71     | 27     | 24,0   | 41,2  | 37,2   | 67,3 | 4,32    | 1,04    | 0,76   | 0,18   | 8,59   |
| 2011-2012 | Cleveland        | 65     | 35     | 20,6   | 40,3  | 31,5   | 68,5 | 3,51    | 1,02    | 0,57   | 0,32   | 7,06   |
| 2012-2013 | Cleveland        | 43     | 1      | 11,7   | 39,4  | 32,9   | 53,7 | 2,65    | 0,65    | 0,58   | 0,28   | 4,02   |
| 2013-2014 | Houston          | 71     | 2      | 18,1   | 42,2  | 34,7   | 68,0 | 3,66    | 1,24    | 0,62   | 0,20   | 6,90   |
| 2014-2015 | Sacramento       | 67     | 19     | 21,1   | 48,9  | 40,2   | 73,3 | 3,88    | 1,52    | 0,46   | 0,13   | 8,85   |
| 2015-2016 | Sacramento       | 69     | 21     | 27,3   | 48,1  | 40,9   | 64,8 | 5,94    | 1,38    | 0,81   | 0,25   | 11,78  |
| 2016-2017 | Sacramento       | 22     | 2      | 18,0   | 45,3  | 37,9   | 57,1 | 4,09    | 1,18    | 0,50   | 0,05   | 5,86   |
| 2016-2017 | Nouvelle-Orléans | 1      | 0      | 23,7   | 55,6  | 50,0   | 0,0  | 2,00    | 0,00    | 0,00   | 0,00   | 12,00  |
| 2016-2017 | Minnesota        | 13     | 0      | 17,0   | 50,0  | 20,0   | 62,5 | 1,54    | 0,85    | 1,00   | 0,15   | 3,46   |
| 2017-2018 | Golden State     | 53     | 7      | 14,0   | 58,0  | 45,5   | 72,5 | 3,77    | 0,96    | 0,34   | 0,36   | 5,66   |
| 2018-2019 | Memphis          | 36     | 0      | 14,5   | 53,4  | 34,9   | 67,2 | 3,19    | 0,72    | 0,56   | 0,25   | 6,28   |
| Carrière  | Carrière         | 588    | 145    | 20,3   | 45,4  | 36,8   | 67,8 | 4,01    | 1,13    | 0,62   | 0,23   | 7,89   |

## Records sur une rencontre en NBA
Les records personnels d'Omri Casspi en NBA sont les suivants, :
| Type de statistique        | Saison régulière | Saison régulière           | Saison régulière |
| Type de statistique        | Record           | Adversaire                 | Date             |
| -------------------------- | ---------------- | -------------------------- | ---------------- |
| Points                     | 36               | @ Warriors de Golden State | 28 décembre 2015 |
| Paniers marqués            | 13               | @ Warriors de Golden State | 28 décembre 2015 |
| Paniers tentés             | 20               | Timberwolves du Minnesota  | 7 avril 2015     |
| Paniers à 3 points réussis | 9                | @ Warriors de Golden State | 28 décembre 2015 |
| Paniers à 3 points tentés  | 12               | @ Warriors de Golden State | 28 décembre 2015 |
| Lancers francs réussis     | 10               | Lakers de Los Angeles      | 13 avril 2015    |
| Lancers francs tentés      | 13               | Lakers de Los Angeles      | 13 avril 2015    |
| Rebonds offensifs          | 5                | 3 fois                     | 3 fois           |
| Rebonds défensifs          | 14               | @ Clippers de Los Angeles  | 21 février 2015  |
| Rebonds totaux             | 17               | @ Clippers de Los Angeles  | 21 février 2015  |
| Passes décisives           | 7                | 2 fois                     | 2 fois           |
| Interceptions              | 6                | Wizards de Washington      | 8 décembre 2010  |
| Contres                    | 3                | Timberwolves du Minnesota  | 8 novembre 2017  |
| Balles perdues             | 5                | 5 fois                     | 5 fois           |
| Minutes jouées             | 45               | @ Knicks de New York       | 9 février 2010   |

- Double-double : 19
- Triple-double : 0